# Jean-Claude Perrier
Pour les articles homonymes, voir Perrier.
Jean-Claude Perrier (né en 1957) est un écrivain et journaliste français.

## Biographie
Il naît le 3 février 1957 à l'hôpital Rothschild, dans le 12e arrondissement de Paris.
Ayant débuté au Quotidien de Paris en 1980, il collabore aujourd'hui au Figaro littéraire, à Livres-Hebdo, au Magazine littéraire, à L'Obs et à L'Orient-Le Jour.
Il dirige également, aux éditions du Cherche midi, la collection « Domaine indien ». Il est, enfin, membre du jury du prix Senghor du premier roman francophone et francophile.
En matière littéraire, ses inspirations sont notamment André Gide, Pierre Loti, André Malraux et Henri Michaux.
En 2013, candidat au fauteuil 2 de l'Académie française, laissé vacant par Hector Bianciotti, il recueille quatre voix contre treize à Dany Laferrière, trois à Catherine Clément et une à Arthur Pauly. En 2016, il réitère au fauteuil 5 de feue Assia Djebar, avant de retirer sa candidature quelques jours plus tard. Il est de nouveau candidat en 2021 au fauteuil de François Weyergans

## Œuvres
- Le Roman vrai de Libération, Paris, Julliard, 1984, 476 + 16 (ISBN 2-260-00112-2) ;
- Le Fou de dieu, Héliogabale : roman, Paris, Olivier Orban, coll. « Les Romans dans l'histoire » (no 19), 1988, 339 p. (ISBN 2-85565-404-1) ;
- L'Homme sans voix : roman, Paris, Stock, 1989, 211 p. (ISBN 2-234-02195-2) ;
- L'Amphore : vase antique aux mille usages  (ill. Jean-Luc Didelot), Paris, Casterman, coll. « Des objets font l'histoire », 1991, 43 p. (ISBN 2-203-17203-7) ;
- Petite mythologie du havane : dans un monde trop fade, Paris, Balland, 1992 (réimpr. 2003), 149 p. (ISBN 2-7158-0950-6) ;
- Cigare : le guide, Paris, Hermé, 1997, 142 + 8 (ISBN 2-86665-216-9) ;
- Le Dernier des césars, Paris, Jean-Claude Lattès, 1999, 237 p. (ISBN 2-7096-1939-3) ;
- Mylène Farmer : au cœur du mythe, Paris, Bartillat, 2003 (réimpr. 2016), 151 p. (ISBN 2-84100-306-X) ;
- Dans les comptoirs de l'Inde : Mahé, Pondichéry, Karikal, Yanaon, Chandernagor : carnets de voyage, Paris, Le Cherche midi, 2004 (réimpr. 2013), 93 p. (ISBN 2-7491-0307-X) ;
- Le Roman vrai d'Indochine, Paris, Bartillat, 2005, 271 + 8 (ISBN 2-84100-365-5) ;
- Passage de la mère morte, Paris, Stock, 2008, 113 p. (ISBN 978-2-234-05911-5) ;
- Les Mystères de Saint-Exupéry : enquête littéraire, Paris, Stock, 2009, 211 p. (ISBN 978-2-234-06146-0) ;
- Alexandre le Grand : biographie, Paris, Hermann, 2008, 200 + 2 (ISBN 978-2-7056-6768-9) ;
- André Gide ou La Tentation nomade, Paris, Flammarion, 2011, 191 p. (ISBN 978-2-08-124268-5) ;
- Dir. et al., L'Almanach des voyageurs, t. I, Paris, Magellan et Cie, coll. « Je est ailleurs », 2012, 190 p. (ISBN 978-2-35074-241-0) ;
- Le Voyageur de papier : roman vrai, Paris, Héloïse d'Ormesson, 2012, 231 p. (ISBN 978-2-35087-197-4) ;
- Dir. et al., L'Almanach des voyageurs : Babel, t. II, Paris, Magellan et Cie, coll. « Je est ailleurs », 2013, 190 p. (ISBN 978-2-35074-264-9) ;
- Comme des barbares en Inde : Loti, Michaux, Malraux, Gide : essai, Paris, Fayard, 2014, 185 p. (ISBN 978-2-213-67071-3) ;
- Avec Laurent Lemire, sous le pseudo. coll. de « Jean-Claude Laurent », Opération Toutânkhamon : roman, Paris, Jean-Claude Lattès, 2016, 229 p. (ISBN 978-2-7096-4738-0).
- Le photographe de Notre-Dame, Cerf, 2022, 184 p.  (ISBN 9782204148276)
- Saint-Exupéry. Un petit prince en exil, Plon, 2024.

## Distinctions
- Prix Louis-Barthou de l'Académie française 2010[8] ;
- Chevalier des Arts et des Lettres (2012)[9].